# Arnulfo Domínguez Bello
Arnulfo Domínguez Bello (Xalapa, Veracruz, 1886 - Ciudad de México, 1948) fue un importante escultor mexicano de los siglos XIX y XX. Su obra se encuentra expuesta en el Museo Nacional de Arte en la Ciudad de México.

## Biografía

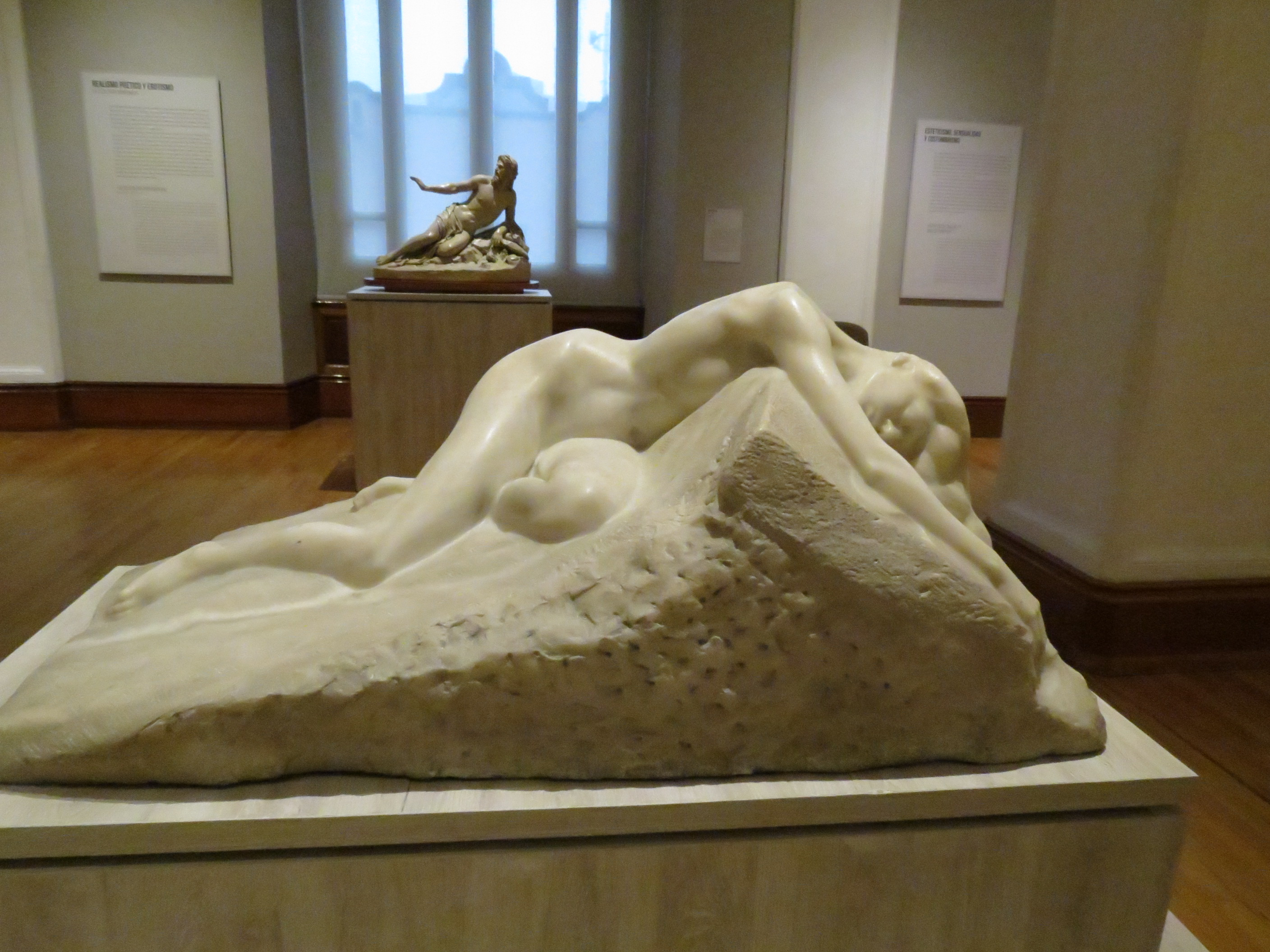
Escultura para el sepulcro de Julio Ruelas, de Arnulfo Domínguez Bello, en el Museo Nacional de Arte.

En 1895 recibió apoyo por parte del gobierno veracruzano para ingresar a la Escuela Nacional de Bellas Artes, donde estudió bajo la dirección de Jesús F. Contreras, desarrollando esculturas con temas clásicos como “Teseo venciendo al Minotauro” y “Polixena ante Neoptolomeo”. Más tarde, en 1902 ganó el Concurso Nacional de Escultura con su bajorrelieve “Cabeza de Nerón” y en 1904 viajó a París, nuevamente becado por el gobierno de Veracruz. En Francia adquirió un gusto por el realismo modernista y Auguste Rodin, así mismo trabajó en escenas del Infierno de Dante y en algunos yesos.
Para 1906 envió a México su primera obra de crítica social de la estatuaria nacional tallada en granito y nombrada Aprés une greve (Después de una huelga), justo en la época de revueltas sociales contra la dictadura de Porfirio Díaz. La pieza estuvo presente en la primera exposición de artistas pensionados (becados) de Europa. Durante varios años la estatua se ubicó en el Jardín de Santa Catarina y finalmente, en 1992 fue instalada en el Museo Nacional de Arte donde permanece hasta ahora.
En 1907, Domínguez Bello realizó uno de los más importantes mármoles de tradición escultórica nacional, perteneciente además al decadentismo mexicano: “El Dolor” (La Doloeur), obra colocada sobre la tumba del pintor Julio Ruelas (Zacatecas, 1870 - París, 1907).
En agosto de 1915, Domínguez Bello fue nombrado director de la Academia de San Carlos, bajo el régimen preconstitucionalista de Venustiano Carranza, siendo partidario de la apertura a clases libres en las que los alumnos pudieran elegir a sus profesores y que, a su vez, los profesores impartieran las clases de forma que consideraran más eficaz siempre y cuando respetaran sus horarios. Más de una vez reafirmó la necesidad que tenían de impartir clase sobre yesos clásicos. Para 1919, Domínguez Bello fue destituido de su puesto como director.

## Estilo artístico
En Après la grève, Domínguez Bello, recurre al clasicismo del siglo XIX, pero retratando las problemáticas sociales de fines del siglo XIX e inicios del XX. Cuando realiza la escultura, el movimiento obrero comienza sus protestas en México, en contra del gobierno de Porfirio Díaz. La pieza fue elogiada por su realismo y por la gestualidad del rostro.

## Obra
- Cabeza femenina coronada de hojas, s.f., escultura en yeso, Museo Nacional de Arte, INBA[7]
- Cabeza masculina coronada de hojas, s.f., escultura en yeso, Museo Nacional de Arte, INBA[8]
- Después de la huelga, s.f., escultura en piedra. Museo Nacional de Arte, INBA[2]
- Escultura para el sepulcro de Julio Ruelas, s.f., escultura en mármol, Museo Nacional de Arte, INBA[9]
- Retrato de José María Velasco, s.f., escultura en mármol, Museo Nacional de Arte, INBA[10]
- Santiago Rebull, s.f., escultura en yeso, Museo Nacional de Arte, INBA[11]